# Ife
Pour les articles homonymes, voir Ife.
Ifè (en yoruba Ilé-Ifẹ̀) est une vieille cité yoruba située au sud-ouest du Nigeria. La ville est célèbre pour ses têtes en terre cuite et en bronze, ainsi que pour avoir donné naissance à une civilisation entre les XIIe et XVe siècles en Afrique subsaharienne.

## Histoire d'Ife
L'histoire d'Ife et sa chronologie restent relativement floues malgré d'importantes découvertes archéologiques attestant l'existence de réseaux de villes dès la période correspondant au Moyen Âge européen. L'histoire de la ville est essentiellement connue grâce à des sources orales et archéologiques. Les premières sources sont liées soit à un discours mythologique soit à un discours ethnocentrique colonial posant ainsi de nombreux problèmes historiographiques.[réf. souhaitée]

### Origines mythiques de Ife dans la culture Yoruba
Ife est la ville centrale de la mythologie yoruba. Elle est considérée comme le berceau de l'humanité et le centre du monde. Selon la mythologie d'Ife la ville aurait été fondée par le Dieu mineur Oduduwa qui fut le premier Ooni (titre royal propre à Ife). La mythologie Yoruba aurait pu se constituer pour appuyer la légitimité du nouvel État. Ogun, Dieu du fer et de la guerre, y occupe une place importante. On sait grâce à l'archéologie que le peuplement de cette aire semble très ancien. Mais ce n'est qu'au début du IIe millénaire que des évolutions dans le domaine de la métallurgie auraient permis une explosion du rendement agricole et un phénomène rapide d'urbanisation.

### Restructuration politique de la région sous l'impulsion d'Ife

#### Fondation de la Cité-État d'Ife par Oduduwa
Selon la tradition orale, la ville d'Ife fut fondée au IXe – Xe siècles avant Jésus-Christ, par Oduduwa avec le rassemblement de 13 villages en une cité. Oduduwa devint ainsi le premier Ooni (Roi) et se fit construire un Aafin (Palais du roi). Il gouverna à l'aide des isoro, anciens chefs de village ayant récupérés un titre religieux et assujettis à l'autorité politique royale. Cependant la prise de pouvoir d'Oduduwa n'est pas formellement datée. Elle aurait pu être beaucoup plus tardive et avoir remplacé un appareil étatique déjà existant.
Le modèle étatique incarné dans la personne d'Oduduwa va être largement exporté dans la région de l'actuel Nigéria et au-delà. Plusieurs descendants et capitaines d'Oduduwa ont fondé d'autres royaumes sur le même modèle et s'appuyant sur la même légitimité. L'expérience monarchique d'Ife s'est exporté avec son cadre culturel. L'adé ilèkè, qui est une couronne de perles de verre symbole du pouvoir royal, se retrouve dans la plupart des monarchies de la région. Le royaume de Kétou par exemple est fondé par un prétendu descendant d'Oduduwa. En tout 7 à 20 royaumes selon les sources composent le monde yoruba dans la première moitié du deuxième millénaire de notre ère.

#### Chaînon des routes commerciales vers le Sahel
L'expansion d'Ife au début du IIe millénaire semble basée sur le fer ou sur la métallurgie en général qui aurait permis une amélioration des techniques et des excédents agricoles. Cette transformation économique aurait pu permettre l'entretien d'une population urbaine et d'un pouvoir centralisé. L'expansion militaire peut donc s'expliquer par les transformations économiques et sociales et l'amélioration des armes. Le fer a d'ailleurs une place centrale dans la culture et la mythologie d'Ife. Oduduwa possédait une forge dans son palais (Ogun Laadin). De plus les rois des différents royaumes installaient leurs forges dans l'enceinte du palais royal montrant ainsi le rapport symbolique fort entre pouvoir et métallurgie. De plus les techniques de production du laiton montrent un savoir faire technologique très avancé.
Ife est également à cette époque un centre africain majeur de production du verre, et en particulier de perles de verre. Les déchets de la production verrière, constitués de parties de creusets recouverts de verre fondu, seront au XIXe siècle recherchés par les habitants de la région bien que l'origine de ces déchets soit à l'époque oubliée.
L'archéologie permet également de confirmer qu'au début du XIe siècle, Ife s'urbanise particulièrement et s'impose comme le point de contact entre les royaumes du Sahel et les États de la forêt guinéenne, marquant un maillon supplémentaire dans le réseau du commerce transsaharien. Ce rayonnement s'affirme tout particulièrement entre 1250 et 1350. L'urbanisation médiévale d'Ife est aujourd'hui largement attestée par l'existence de nombreuses enceintes faites de fossés et de talus qui semblent indiquer les différents espaces ayant connu une concentration démographique et une entité politique suffisamment puissante pour mettre en œuvre de tels travaux. Les rues sont pavées de pierres et de céramiques entre le  XIIe siècle et le XIVe siècle.

### Crise duXIVesiècleet continuité
Au XIVe siècle, un effondrement démographique est constaté. Il se caractérise par un abandon d'enceintes et une forte avancée de la forêt sur des zones anciennement occupées. On constate également une rupture dans les savoir-faire et les techniques artisanales. Cet effondrement démographique pourrait s'expliquer par une épidémie de peste noire selon certains auteurs, qui font un parallèle avec les grandes épidémies constatées en Europe sur des périodes proches,.
La ville n'est toutefois pas abandonnée et des phases d'urbanisation sont observées entre le XVIe et XIXe siècles, incluant la construction par superposition de fortifications. L'histoire urbaine d'Ifé est méconnue puisqu'elle est aujourd'hui recouverte par son tissu urbain moderne. Cependant, les différentes portions d'enceinte témoignent d'une expansion démographique. Des groupes d'artisans spécialisés, notamment dans la poterie, ont des quartiers dédiés dans la ville et certains espaces sacrés sont délimités par des pavements réemployant des tessons de poterie ayant servi d'objets rituels.

## Économie
Ife est le centre économique d'une région agricole où se cultivent principalement l'igname, le manioc, le maïs, le tabac et le coton. Ce dernier étant aussi à la source d'une importante industrie de tissage de vêtements. Nombre de perles de verre venues d'Ifé et du monde arabe étaient échangées dans les pays du Niger. Ifé échangeait également de l'ivoire, des plumes d'autruche et des esclaves contre du cuivre surtout, qui était un métal rare et prestigieux en Afrique de l'Ouest. Ces produits transitaient à partir de l'Océan Indien et du monde méditerranéen par les voies transsahariennes. Oyo, Ilé-Ifè et Benin City étaient les principaux centres de négoce.

## Culture
Ces têtes « sans être des portraits, ont un caractère naturaliste, proches de la taille humaine et comportent des trous pour y insérer cheveux, moustache et barbe. ».

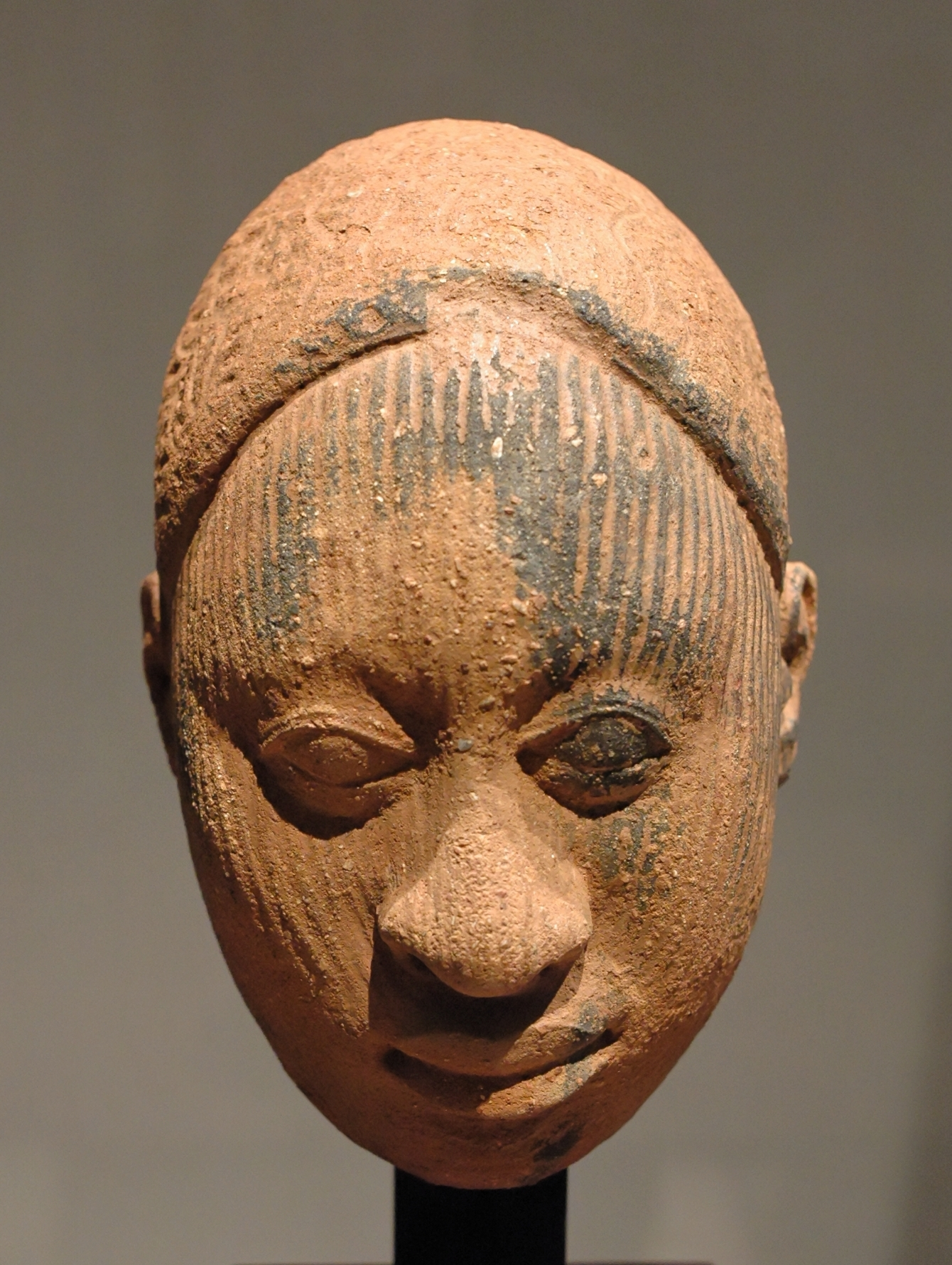
Tête masculine, probablement un serviteur du roi ; Ifè. Terre cuite. Nigeria, XIIe – XIVe siècle. Louvre.
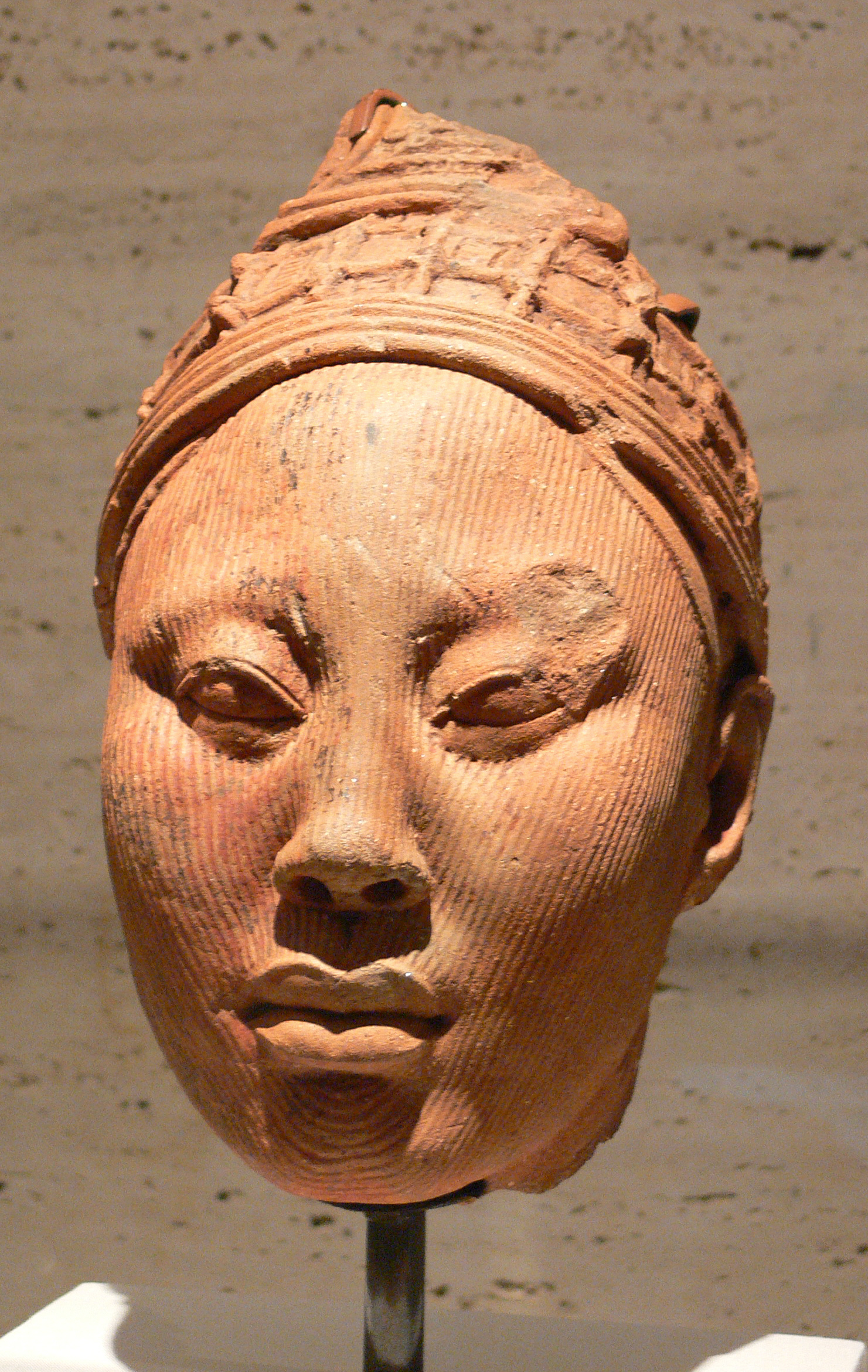
Tête masculine, probablement un roi ; Ifè. Terre cuite. Nigeria, XIIe – XIVe siècle. H 26,7 cm. Musée d'art Kimbell.
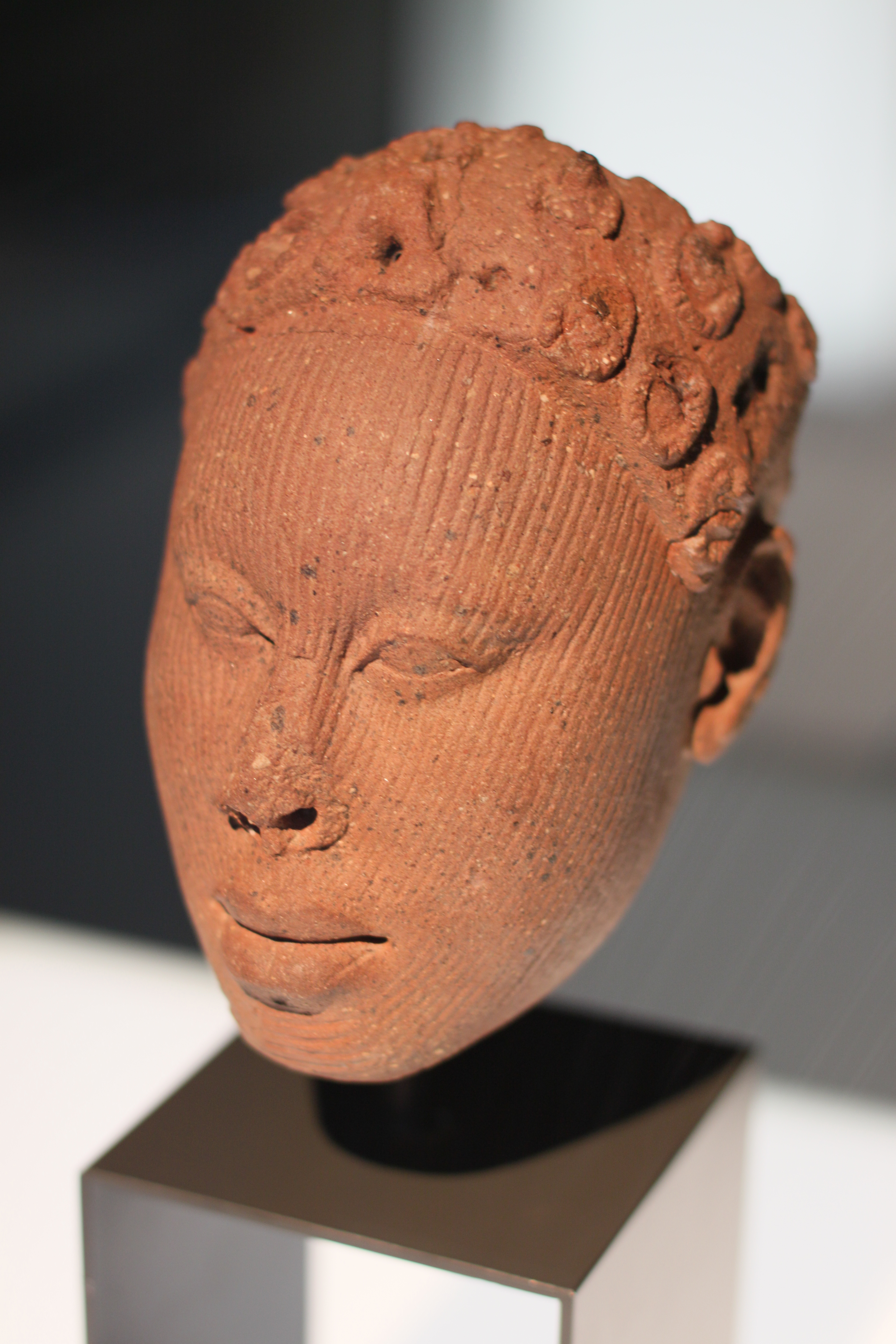
Tête humaine ; Ifè. Terre cuite. Nigeria, XIIe – XVe siècle. H 19 cm. Musée ethnologique de Berlin.
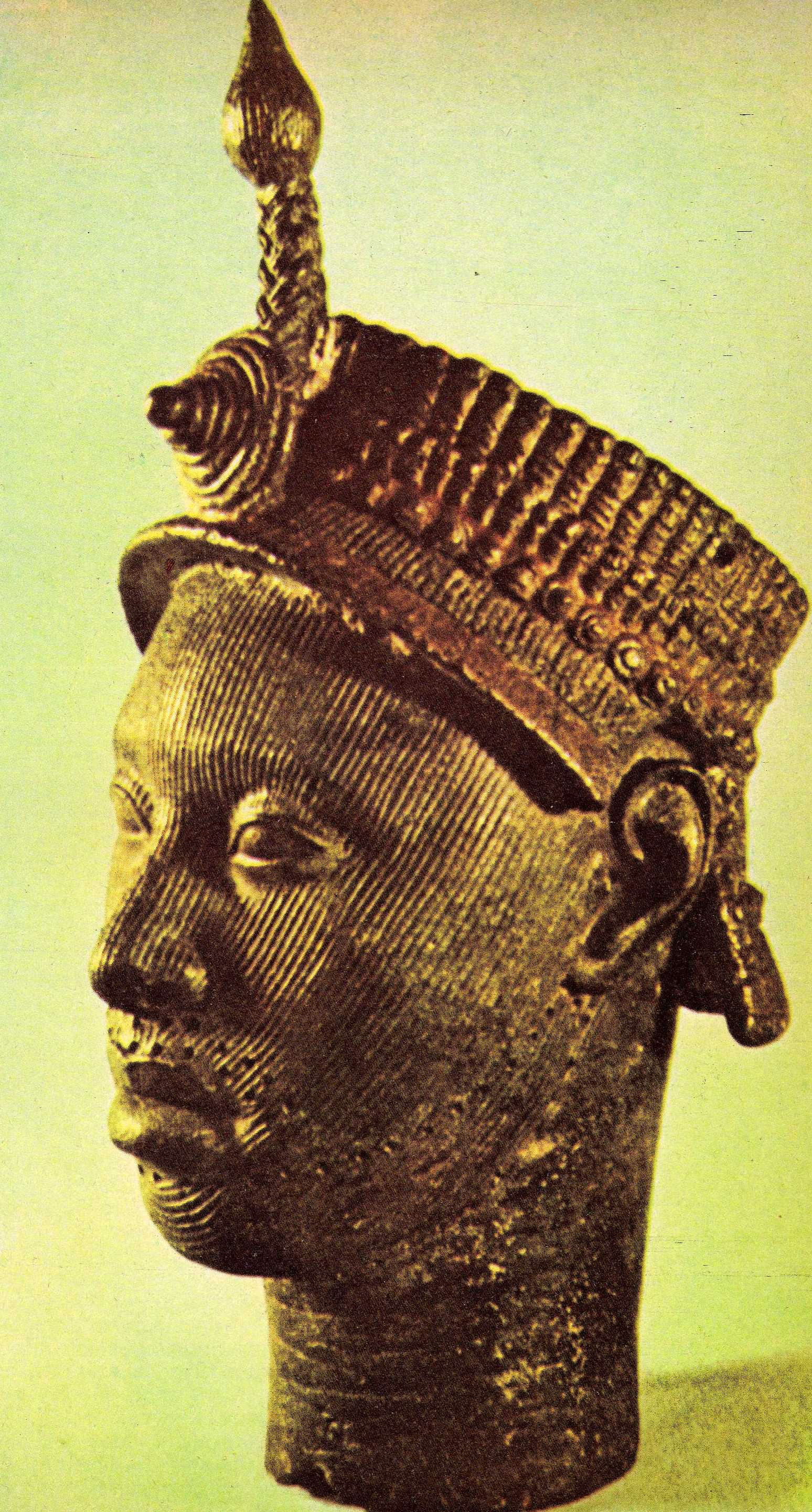
Tête humaine ; Ifè. Bronze à la cire perdue, peint et incisé. Nigeria, XIIe – XVe siècle. H 35 cm. British Museum.
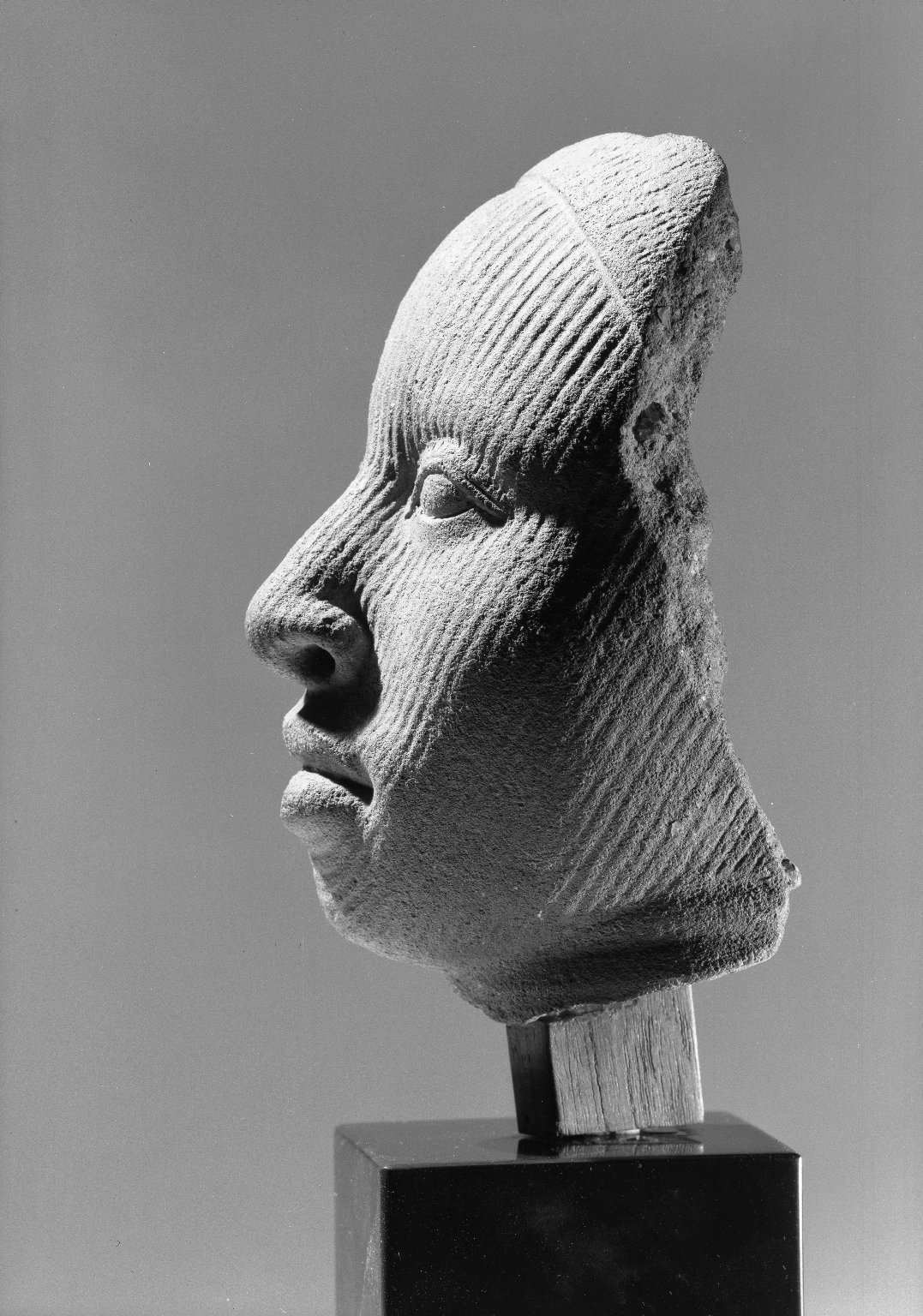
Tête humaine ; Ifè. Terre cuite. Nigeria, XIIe – XVe siècle. H 15,2 cm. Brooklyn Museum.
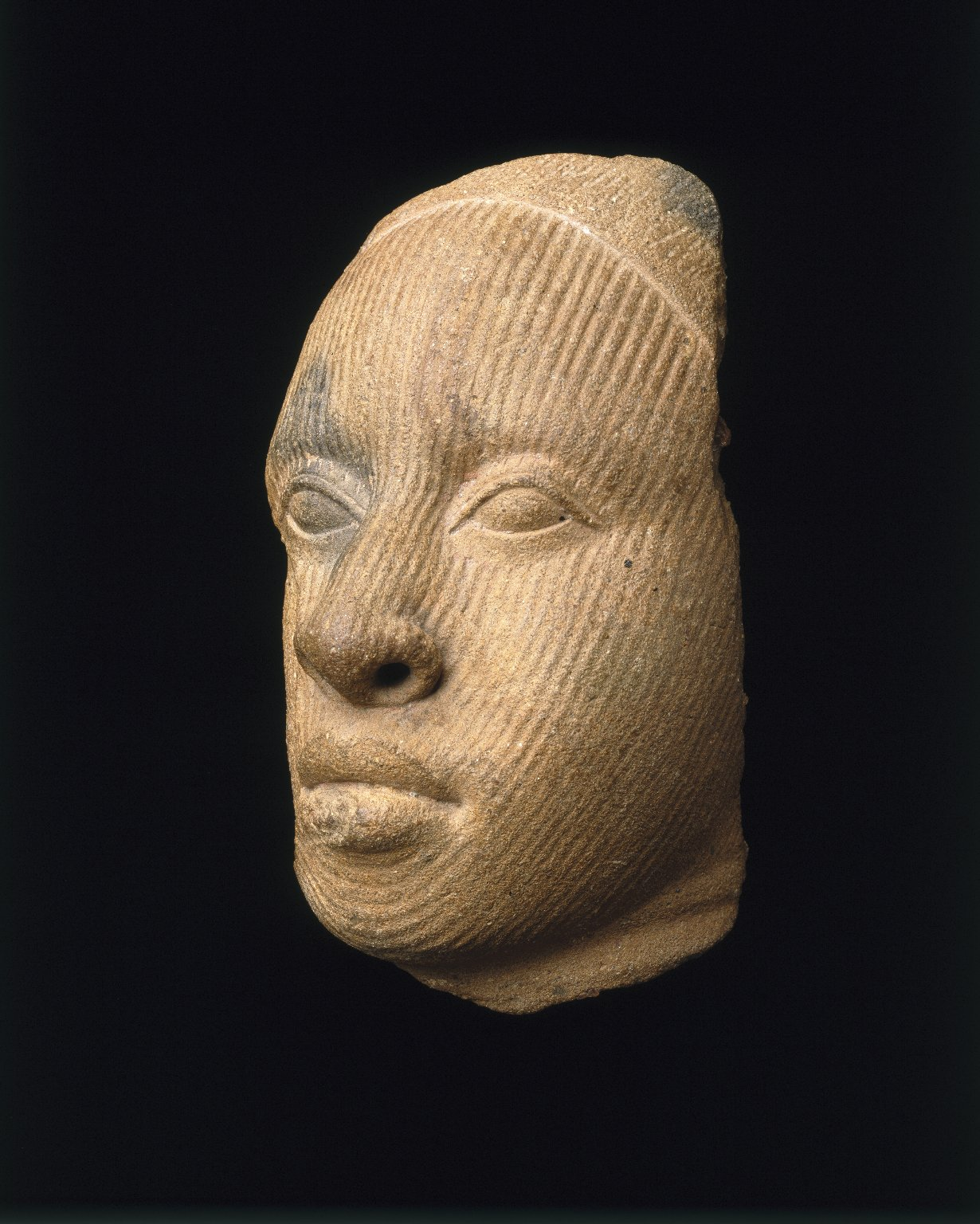
Tête humaine ; Ifè. Terre cuite. Nigeria, XIIe – XVe siècle. H 15,2 cm. Brooklyn Museum.

Ife est le siège de l'université Obafemi-Awolowo dont dépend le Museum d'histoire naturelle du Nigeria (d) . Elle reste un centre spirituel important du peuple Yoruba.

## Site archéologique
En 1910, Leo Frobenius découvre le site archéologique d'Igbo Olokun en bordure de la ville d'Ife. Il y découvre des tessons de verres provenant d'un site de production de verre et de fabrique de perles datant datant du XIe siècle ou XIIe siècle. L'eurocentrisme qui caractérise leur milieu ne lui permet pas de le déterminer et il émet l'hypothèse d'une Atlantide africaine dont il aurait trouvé un site de leur descendants. Cette découverte permet pourtant de redécouvrir un pan de l'histoire médiévale africaine. L'étude de ce site ainsi que des différentes productions en terre cuite permet de considérer que la région mobilise une population dans une activité de production importante, correspondant à des entités politiques fortes.

## Personnalités liées
- Ooni Lúwo Gbàgìdá, 21e Ooni d'Ifè, seule femme souveraine traditionnelle suprême d'Ile Ifè.

#### Bases de données et dictionnaires
- Ressource relative aux beaux-arts :   - Grove Art Online
- Notices dans des dictionnaires ou encyclopédies généralistes :   - BlackPast
  - Britannica
  - Brockhaus
  - Dizionario di Storia
  - Internetowa encyklopedia PWN
  - Store norske leksikon
  - Treccani
  - Universalis
- Notices d'autorité :   - VIAF
  - IdRef
  - LCCN
  - GND
  - Israël
  - Tchéquie
  - WorldCat